# David Lasser
David Lasser (Baltimore; 20 de março de 1902; Rancho Bernardo, 05 de maio de 1996) foi um dos mais influentes escritores da área de ficção científica dos Estados Unidos, tendo trabalhado em estreita colaboração com Hugo Gernsback. Ele também esteve muito envolvido nas questões dos direitos dos trabalhadores no período da Grande Depressão.
Lasser e alguns de seus colegas escritores, que incluíam G. Edward Pendray, fundaram a American Interplanetary Society em 4 de Abril de 1930, esta foi renomeada para American Rocket Society em 1934, e sob a liderança de Pendray, veio a se tornar o American Institute of Aeronautics and Astronautics.

## Trabalhos
- (1931) The Conquest of Space
- (1930) With vehicle perfected, science hopes to plumb mystery of outer space. New York Herald Tribune. 13 July.
- (1931) By Rocket to the Planets. Nature Magazine. Nov.